# Identikit (romanzo)
Identikit (titolo orig. The Driver's Seat), ora ritradotto come Biglietto di sola andata, è un romanzo della scrittrice scozzese Muriel Spark, pubblicato nel 1970. Il romanzo è un thriller psicologico, e tratta i temi dell'alienazione, isolamento e perdita dei valori spirituali. Già nel terzo capitolo l'autrice rivela che Lise, la protagonista, verrà uccisa: il libro pertanto è una ricerca del perché ciò debba accadere.
Nel 2010, il romanzo fu scelto tra i finalisti del Lost Man Booker Prize.

## Trama
Lise è una donna che lavora in uno studio contabile in un paese imprecisato dell'Europa del nord. Ha un carattere strano e isolato, e un comportamento imprevedibile e spesso conflittuale, che si manifesta anche nell'abbigliamento sgargiante e provocante.
Lise intraprende un viaggio verso una città dell'Europa meridionale, probabilmente Napoli, per incontrare il ragazzo dei suoi sogni. Ma la sua ricerca è più complessa: si scopre che la narrazione è in fondo la storia di una donna che cerca di controllare la propria morte.

## Adattamento

### Cinema
- Identikit, film diretto da Giuseppe Patroni Griffi, del 1974, con Elizabeth Taylor nel ruolo di Lise, interpretato da Ian Bannen e Guido Mannari.

## Edizioni italiane
- Identikit, a cura di e con la trad. di Masolino D'Amico, Milano, Bompiani, settembre 1971,  pp. 131.
- Biglietto di sola andata, collana Fabula n.420, traduzione di Monica Pareschi, Milano, Adelphi, 2025,  pp. 106, ISBN 978-88-459-4012-5.